# Forventning
En forventning er en følelse, der opstår ved usikkerhed. Det er en tanke centreret om fremtiden og kan være både realistisk og urealistisk. Et mindre heldigt udfald giver anledning til skuffelse. Ved en hændelse, der ikke er forventet, fremkommer en overraskelse. Hvis en forventning indfries vil den typisk resultere i glæde for personen, der har haft forventningen.
Glæde og skuffelse kan svinge i styrke efter forventningens styrke. Forventninger ses primært hos voksne, og virker som om det udvikles gennem barndommen, små børn forventer intet af verden og tager den som den kommer, derfor bliver små børn sjældent skuffede.[kilde mangler]
I spilteori bruges forventning også til at forudsige sandsynligheden af et kommende udfald. Dette bruges inden for mange videnskabelige grene. Herunder genetikken hvor man kan have en forventning om hvor mange individer af en given genotype, der vil fremavles i kommende generation.